# 印小天
印小天（1978年9月23日—），中国大陆男演员，毕业于中央戏剧学院表演系。

## 生平
印小天1978年9月23日出生于沈阳的一个传统的军人家庭，爷爷是抗日革命老干部，父亲印平平也是一名军人。小学就读于沈阳宁山路小学，8岁时少年宫去挑演员的时候，他被选上当舞蹈演员。1998年，20歲的印小天毕业于中央戏剧学院表演系。

## 影视作品

### 电影
- 2005年《花腰新娘》
- 2009年《我的美女老板》
- 2010年《一路有你》 饰 張謙
- 2013年《我的男男男男朋友》 饰 前男友
- 2015年《百团大战》
- 2017年《猫先生与猪小姐》
- 2019年《烈火英雄》饰 魏雷
- 2021年《绝对忠诚之国家利益》(网络电影)饰 李文俊
- 2021年《冒牌大保镖》(网络电影)
- 2021年《中国医生》
- 2021年《狗果定理》
- 2023年《惊天救援》
- 2023年《爱犬奇缘》饰 虎哥
- 2023年《开国将帅授衔1955》
- 2024年《浴火之路》
- 2024年《孤星计划》
- 2025年《苍茫的天涯是我的爱》

### 电视剧
- 《小城故事》
- 《人鬼情缘》饰“子凯”
- 《家事风云》饰主要角色“孟星航”
- 《夜深人静》饰“欧阳星”
- 《操心家长》饰“张小宁”
- 《还我一片蓝天》饰“马林”
- 《罪证》饰“舒雷”
- 《守望家园》饰主要角色“吴晓源”
- 《假如有明天》饰“阿光”
- 《至爱亲朋》饰 “高小天”
- 《派克式左轮》饰 鲁杭
- 2001年 《大唐情史》饰 长孙蔷儿
- 2003年 《拿什么拯救你，我的爱人》饰 韩丁
- 2003年 《紫玉金砂》饰 慧真
- 2004年 《一米阳光》饰 年立伦
- 2004年 《雨季不再来》
- 2005年 《女才男貌》
- 2006年 《大院子女》
- 2006年 《窗外有张脸》饰 戴乐
- 2006年 《想飞》
- 2008年 《四川好人》客串
- 2008年 《钻石王老五的艰难爱情》饰 穆白
- 2008年 《落泪成金》饰刘志
- 2008年 《律政佳人2-佳人当道》
- 2008年 《幸福的完美》饰 陈大虎
- 2007年 《落泪成金》饰  刘志
- 2007年 《艰难爱情》饰  穆白
- 2006年 《佳人当道》饰  周乔方非
- 2012年 《枪林弹雨》饰  吴海
- 2012年 《大河儿女》饰  贺青
- 2011年 《枪震下川东》饰  郑大川
- 2011年 《追逃》饰  李郎
- 2010年 《西游记》饰 二郎神
- 2010年 《闯天下》饰  	赵沧海
- 2010年 《夏妍的秋天》饰  秋天
- 2010年 《别动我的幸福》饰 林达
- 2009年 《家在南三条》饰  周亚权
- 2010年 《南下》饰 王三成
- 2012年 《隋唐演义》饰  尉迟恭
- 2013年 《龙门镖局》饰  陆三木
- 2013年 《油菜花香》饰  邓京生
- 2014年 《宫锁连城》饰 多隆
- 2014年 《历史转折中的邓小平》饰 田源
- 2014年 《神鵰俠侶》饰 洪七公
- 2015年 《大宋伝奇之赵匡胤》 饰 李存勖(後唐荘宗)※友情客串
- 2015年 《马上天下》饰 赵子明
- 2015年 《大舜》
- 2015年 《巨浪》饰 宋玉泉
- 2016年 《姐妹兄弟》饰 张小兵(客串)
- 2016年 《解密》饰  安能(客串)
- 2017年 《成龙》饰  鱼壳
- 2017年 《剃刀边缘》饰  姜鵬宇(客串)
- 2017年 《东方有大海》饰 萨镇冰
- 2017年 《寻人大师》饰 王思明
- 2017年 《我的1997》饰  高建国
- 2017年 《于成龙》饰  鱼壳
- 2018年 《创业时代》饰  高迪
- 2018年 《盛唐幻夜》饰  唐三藏(客串)
- 2019年 《可爱的中国》饰  赵醒侬(特別出演)
- 2019年 《版纳风云》饰 召存信
- 2019年 《希望的大地》饰 吴蔚然
- 2020年 《完美关系》饰  紅茶
- 2020年 《陪你漫步这个世界》饰 雷达
- 2020年 《湾区儿女》饰  某男子(客串)
- 2020年 《雷霆战将》饰 江平
- 2021年 《热血枪手》(2016年拍攝)饰 容逍遥
- 2021年 《理想照耀中国》饰 张鼎承
- 2021年 《光荣与梦想》饰 张闻天
- 2021年 《那些日子》饰 黄海军
- 2022年 《光荣警务》(原名:警务站故事,2018年拍攝)
- 2022年 《骨语2》(网络剧)饰 法医
- 2022年 《她们的名字》饰 陈彼得(客串)
- 2022年 《底線》饰 符祥
- 2022年 《八月桂花开》 饰 沈垌
- 2022年 《破晓东方》饰 潘汉年
- 2023年 《不就是拔河么》饰 雷明
- 2023年 《欢颜》(网络剧)饰 中年男人
- 2024年 《大唐狄公案》(网络剧)饰 滕坎(客串)
- 2024年 《执行法官》饰  Simon
- 2024年 《唐朝诡事录之西行》(网络剧)饰 龍太
- 2024年 《孤舟》饰 胡之平
- 2024年 《上甘岭》饰 杨得志
- 2024年 《西北岁月》饰 黃子文
- 2024年 《冬至》(网络剧)饰 韩院长
- 2025年 《三叉戟2》饰 孙鹏
- 2025年 《神都狐探》(网络短剧)饰 胡正义
- 待播中 《光荣使命》(原名:打虎上山)
- 待播中 《第一书记们》
- 待播中 《被隐匿的真相》(网络剧)
- 待播中 《云襄传之将进酒》饰 贾子君
- 待播中 《良陈美锦》饰 顾德昭

### 戏剧
- 2007《仲夏夜之梦》
- 《马兰花》饰 主要角色“马郎”
- 《青岛》
- 《狂飙》饰 田汉的学生

## 比赛
- 2007《明星大练冰》
- 2006《舞林大会》

## 奖项
第33届中国电影金鸡奖最佳男配角，出演《烈火英雄》中饰演魏雷。

## 家庭
- 妻子赵颖燕（又名哈琳娜）（1988年6月4日-）：出生於內蒙古，天津武警医学院毕业；2014年经进修班同学的介绍相識印小天，2015年9月10日與印小天奉子成婚後，因偽造學歷和富商家世詐騙婚姻敗露而出走，2016年1月29日育1子；2016年6月16日訴請離婚贍養費；在法庭上趙穎燕对于骗婚向印小天道歉。
- 兒子（2016年1月29日-）：

## 争议

### 插刀教事件
2012年2月，女演员邊瀟瀟谴责印小天在拍戏现场动手打人，随后，杜淳、李晨、贾乃亮、杨子等人纷纷指责印小天，让他道歉。然而监控视频证明印小天没有打人。李晨等人之后依然指责印小天。印小天的海澜之家代言亦被杜淳夺走。

### 城墙上跳舞事件
2021年7月30日，有中国内地网友爆料印小天带团队在河北省承德市金山岭长城拍摄视频，期间在城墙上跳舞，引发舆论争议。涉事景区回应称“事前未做沟通，景区不允许该行为”。8月1日，印小天在新浪微博道歉称自己做了错误示范。